# Heilige Drei Könige (Wardenburg)

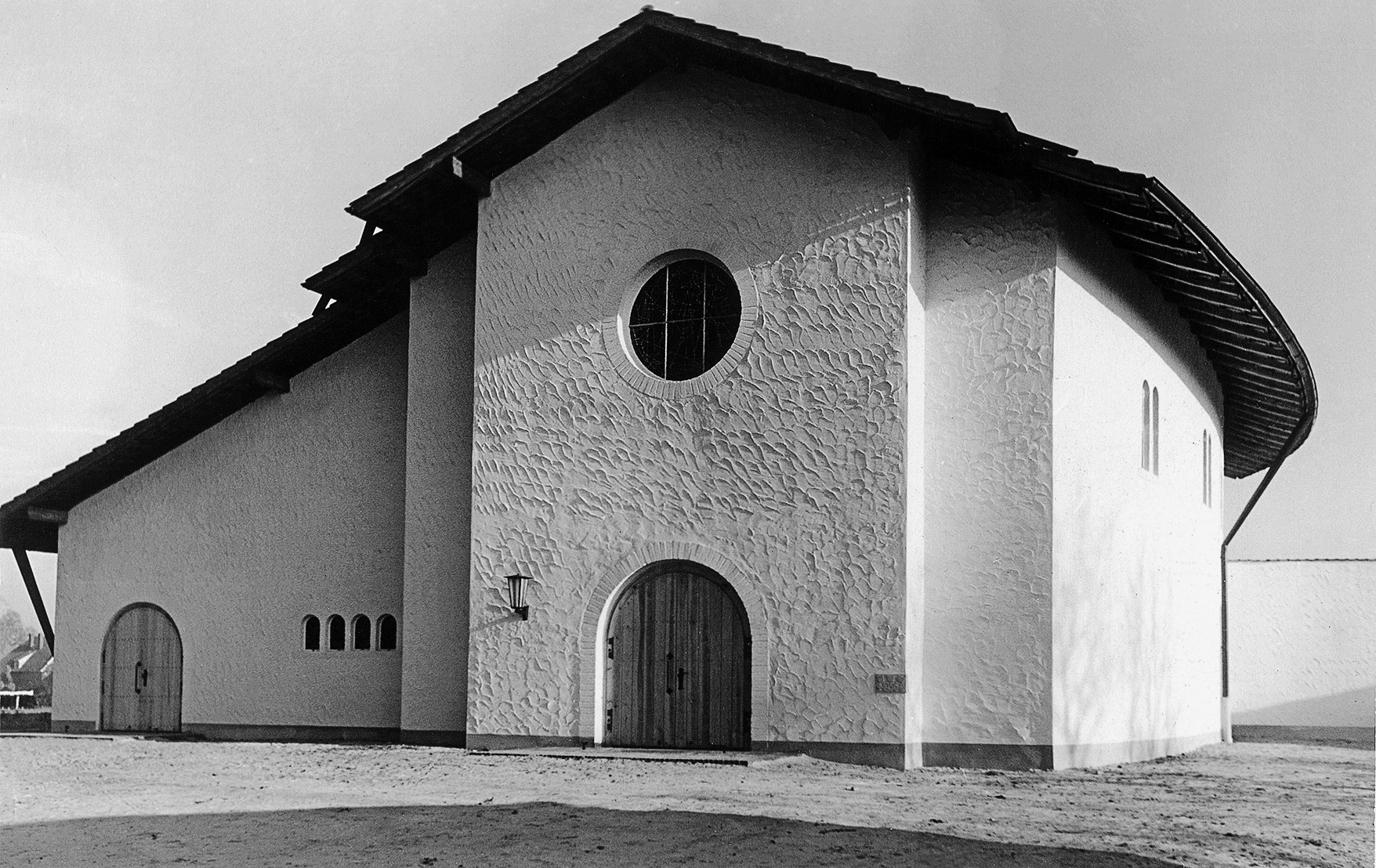
Katholische Kirche Heilige Drei Könige in Wardenburg

Heilige Drei Könige ist eine römisch-katholische Filialkirche der Pfarrgemeinde St. Josef in der niedersächsischen Großstadt Oldenburg. Sie steht unter dem Patrozinium der Hl. Drei Könige und gehört zum Bistum Münster. Das Gotteshaus in Wardenburg ist eine Saalkirche im Stil der Moderne und bietet 150 Gläubigen Platz.

## Geschichte
In Wardenburg fanden nach dem Zweiten Weltkrieg viele Vertriebene und Flüchtlinge aus Mittel- und Osteuropa eine neue Heimat. Darunter waren auch ca. 1.000 Katholiken, die zuerst von den Oldenburger Stadtteilen Osternburg und Bümmerstede aus seelsorgerisch betreut wurden. Die Gottesdienste feierte man in den ersten Nachkriegsjahren in der evangelischen Kirche in Wardenburg. Die Katholiken wünschten sich schon bald ein eigenes Gotteshaus.
Die vom Architekten Wilhelm Sunder-Plassmann (Cloppenburg) entworfene neue Kirche wurde 1956/1957 gebaut und durch Weihbischof Heinrich Baaken, dem späteren Leiter des Bistums Münster, am 1. Mai 1957 den Hl. Drei Königen geweiht. Das moderne Gebäude wird eingerahmt von einem freistehenden, erst 1987 errichteten Glockenturm, einem Pfarrheim und einem Pfarrhaus, die alle größtenteils weiß angestrichen sind.
Der Seelsorgebezirk Wardenburg wurde 1982 eine Kapellengemeinde und gehört seit 2006 zusammen mit St. Michael (Oldenburg) und St. Ansgar (Hatten-Sandkrug) zur Pfarrkirche St. Josef (Oldenburg-Bümmerstede). Zur Prävention von sexuellem Missbrauch von Kindern und Jugendlichen erarbeitete 2017 eine Steuerungsgruppe im Auftrag des Pfarreirates ein institutionelles Schutzkonzept, das alle fünf Jahre überprüft und bei Bedarf modifiziert wird.
Am 1. Januar 2024 schlossen sich die drei Oldenburger Pfarren St. Josef, St. Willehad und St. Marien sowie fünf Kirchengemeinden aus benachbarten Landkreisen zusammen zum Katholischen Kirchenverband „Pastoraler Raum Oldenburg-Delmenhorst“ mit Sitz in Oldenburg.

## Glocken
Im Turm der Kirche Hl. Drei Könige hängen die folgenden drei Bronzeglocken, die in der Glockenstadt Gescher gegossen wurden.
- Glocke 1: Schlagton: b1, Ø 85 cm, Gießer: Petit & Gebr. Edelbrock, Gussjahr: 1987
- Glocke 2: Schlagton: c2, Ø 75 cm, Gießer: Petit & Gebr. Edelbrock, Gussjahr: 1987
- Glocke 3: Schlagton: es2, Ø 63 cm, Gießer: Petit & Gebr. Edelbrock, Gussjahr: 1987[5]

## Orgel
Das Gotteshaus Hl. Drei Könige in Wardenburg besitzt kein traditionelles Instrument mit Orgelpfeifen. Stattdessen steht dort eine elektronische Orgel, die zusammen mit dem neuen Orgelboden 1982 eingeweiht wurde.